# Municipio de Hopewell (condado de Cumberland, Nueva Jersey)
El municipio de Hopewell (en inglés: Hopewell Township) es un municipio ubicado en el condado de Cumberland en el estado estadounidense de Nueva Jersey. En el año 2010 tenía una población de 4.571 habitantes y una densidad poblacional de 57,35 personas por km².

## Geografía
El municipio de Hopewell se encuentra ubicado en las coordenadas 39°26′31″N 75°16′15″O / 39.44194, -75.27083.

## Demografía
Según la Oficina del Censo en 2000 los ingresos medios por hogar en el municipio eran de $49,767 y los ingresos medios por familia eran $59,675. Los hombres tenían unos ingresos medios de $40,774 frente a los $30,402 para las mujeres. La renta per cápita para la localidad era de $22,783. Alrededor del 6.6% de la población estaba por debajo del umbral de pobreza.